# Corybas geminigibbus
Corybas geminigibbus är en orkidéart som beskrevs av Johannes Jacobus Smith. Corybas geminigibbus ingår i släktet Corybas, och familjen orkidéer. Inga underarter finns listade i Catalogue of Life.